# Francisco Puñal
Francisco "Patxi" Puñal Martínez (Pamplona, 6 de setembro de 1975) é um ex-futebolista espanhol que jogava como meio de campo defensivo. É considerado um dos grandes ídolos do Osasuna, recordista de jogos pelo clube e também pelo clube na La Liga.
Puñal foi o protagonista no histórico plantel do clube da temporada 2004-05, que foi vice-campeão da Copa do Rey, perdendo a final para o Bétis na prorrogação de 2 a 1 e na temporada seguinte (2005-06) com a melhor colocação do clube na La Liga, um quarto lugar.